# Стоян Шопов
Стоян Георгиев Шопов е български офицер, бригаден генерал.

## Биография
Роден е на 12 юли 1970 г. в благоевградското село Тешово. Между 1989 и 1994 г. учи във Висшето военно училище „Васил Левски“ във Велико Търново специалност „мотострелкови войски“. Службата си започва като командир на взвод в 28-и полк на трета мотострелкова дивизия в Благоевград. От 2003 до 2005 г. учи във Военната академия. Между 2015 и 2016 г. учи във Военния колеж на Сухопътните войски на САЩ. След това става началник на сектор „Подготовка и сертифициране на формированията“ в Командване „Сухопътни войски“. Участва в три мисии в Афганистан (2009, 2011, 2014). От 1 февруари 2018 до 15 август 2019 г. е началник-щаб на втора тунджанска бригада. На 6 август 2019 г. е назначен за командир на 2-ра механизирана бригада и удостоен с висше офицерско звание „бригаден генерал“, двете считани от 15 август 2019, като на 14 декември 2021 г. е освободен от длъжността, считано от 15 януари 2022 г.
От 20 януари 2022 г. е заместник-началник на щаба по поддръжката в Сухопътното командване на НАТО в Измир, Република Турция (Deputy Chief of Staff Support in NATO Allied Land Command). От 1 април 2025 г. е назначен за началник на щаба на Сухопътните войски на българската армия.

## Образование
- Висшето военно училище „Васил Левски“ (1989 – 1994)
- Военна академия „Георги Раковски“ (2003 – 2005)
- Военен колеж на Сухопътните войски на САЩ (2015 – 2016)

## Военни звания
- Лейтенант (1994)
- Бригаден генерал (15 август 2019)